# Licofrone (sofista)
Licofrone (in greco antico: Λυκόφρων?, Lykóphrōn; fl. V secolo a.C.) è stato un filosofo greco antico vissuto nel IV secolo a.C..

## Vita e pensiero
Sappiamo ben poco della sua vita. Si ritiene che sia stato un allievo di Gorgia e se, come in genere si ritiene, si tratta dello stesso Licofrone di cui si parla nella seconda lettera di Platone, era alla corte di Dionigi II di Siracusa tra il 364 e il 360 a.C.
Conosciamo il suo pensiero soprattutto attraverso alcuni passi di Aristotele, che sono sufficienti a individuarlo come uno dei principali esponenti della sofistica politica, in quanto sembra risalire a lui la prima forma della dottrina del contratto sociale.
Licofrone aveva affermato, in particolare, che i nobili non sono migliori degli altri e che la legge è una convenzione utile a garantire i diritti reciproci dei cittadini, senza essere capace di renderli moralmente migliori. 
Sembra che quella di Licofrone non fosse una teoria storicistica del contratto sociale, in quanto le affermazioni riferite da Aristotele riguardano l'utilità dello stato e non la sua origine storica.